# Ryōji Minagawa
Ryōji Minagawa (皆川 亮二, Minagawa Ryōji) est un dessinateur de manga japonais né le 5 juillet 1964 à Tokyo, Japon.

## Œuvres
- 1988 : HEAVEN, pré-publié dans Shonen Sunday[1]
- 1991 - 1996 : Striker (en) avec Hiroshi Takashige (en) ; 11 volumes[BU 1]
- 1996 : Kyo[BU 2]

- 1999 : ARMS avec Kyōichi Nanatsuki[BU 3]
- 2003 : D-live!![BU 4]
- 2006 :
  - S.O.L.
  - Intruder
- 2007 : Peace Maker[BU 5]
- 2008 : Adamas[BU 6]
- 2014 : Neo Kiseijuu[BU 7]
- 2015 : Kaiou Dante[BU 8]

## Récompenses
- En 1999, il remporte le 44e prix Shōgakukan dans la catégorie Shōnen avec Kyōichi Nanatsuki pour Arms[2].

## Sources